# Ẩm thực Hy Lạp
Ẩm thực Hy Lạp là một nền ẩm thực Địa Trung Hải. Nó có một số đặc điểm trung với ẩm thực truyền thống của Ý và Thổ Nhĩ Kỳ.
Hiện nay người nấu ăn Hy Lạp sử dụng rộng rãi các nguyên liệu như rau, dầu ô liu, ngũ cốc, cá, rượu vang và thịt (trắng và đỏ, bao gồm thịt cừu, gia cầm, thỏ và lợn). Các nguyên liệu quan trọng khác bao gồm ô liu, pho mát, cà tím, bí ngòi, nước chanh, rau, rau thơm, bánh mì và sữa chua. Loại ngũ cốc phổ biến nhất là lúa mì; đại mạch cũng được sử dụng. Các nguyên liệu tráng miệng bao gồm các loại hạt, mật ong, trái cây, và bột nhào filo.

## Lịch sử

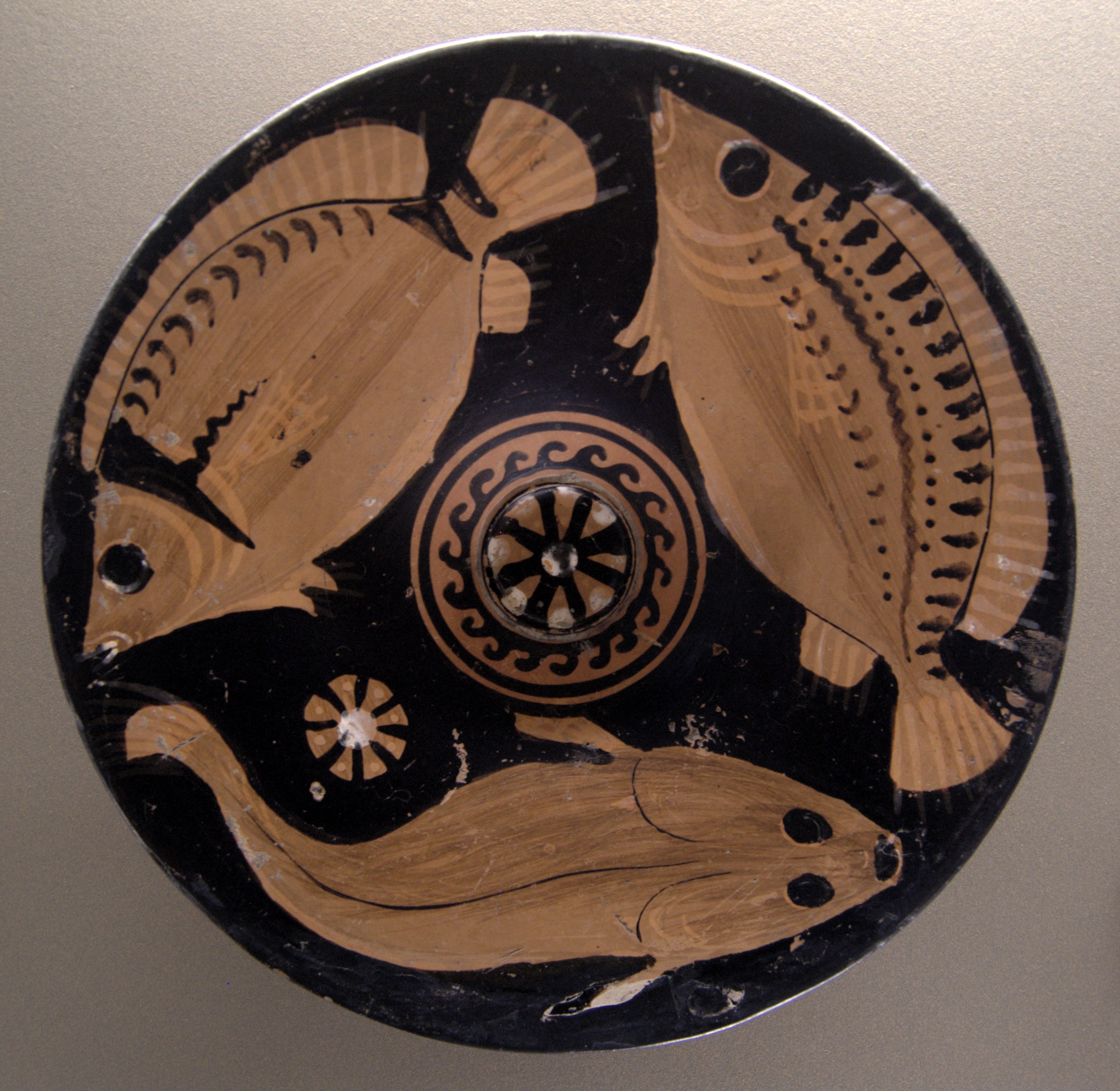
Cá tươi, một trong các món ăn ưa thích của người Hy Lạp; 350–325 TCN, Louvre

Ẩm thực Hy Lạp có truyền thống khoảng 4.000 năm và là một phần của lịch sử và văn hoá Hy Lạp. Vị của nó thay đổi theo mùa và vị trí địa lý. Nghề nấu ăn của Hy Lạp, trong lịch sử là tiền thân của ẩm thực Tây Âu, đã lan tỏa sự ảnh hưởng của nó - qua Rome cổ đại - ra châu Âu và xa hơn nữa. Nó có ảnh hưởng từ nhiều chủng người khác nhau mà Hy Lạp đã có tương tác qua nhiều thế kỉ, bằng chứng là một số món ăn và đồ ngọt.
Archestratos là người viết cuốn sách nấu ăn đầu tiên trong lịch sử năm 320 TCN.
Ẩm thực Hy Lạp cổ đại đặc trưng bởi tính thanh đạm và dựa trên "bộ ba Địa Trung Hải": lúa mì, dầu ô liu, và rượu vang, với thịt ít được ăn và cá phổ biến hơn. Xu hướng này của bữa ăn Hy Lạp tiếp tục trong thời gian Hy Lạp La Mã và Hy Lạp Ottoman và chỉ thay đổi một chút khá gần đây khi sự phát triển công nghệ đã làm thịt xuất hiện nhiều hơn. Rượu vang và dầu ô liu luôn luôn là đặc điểm chính của nó và phát triển của câu nho và ô liu đã lan toả ra khu vực Địa Trung Hải và xa hơn ở nhưng nơi có liên kết thuộc địa với Hy Lạp.
Ẩm thực đế quốc Đông La Mã giống với ẩm thực cổ điển tuy nhiên bao gồm một số nguyên liệu mới mà không có trước đó, như trứng cá muối, nhục đậu khấu và chanh, húng, với cá tiếp tục là một phần mở rộng của khẩu phần ăn. Lời khuyên về nấu ăn bị ảnh hưởng bởi thuyết đồn đại, bắt đầu từ bác sĩ Hy Lạp cổ đại Claudius Aelius Galenus. Ẩm thực đế quốc Đông La Mã hưởng lợi từ vị trí của Constantinopolis với tư cách là trung tâm trao đổi gia vị toàn cầu.

## Khái quát

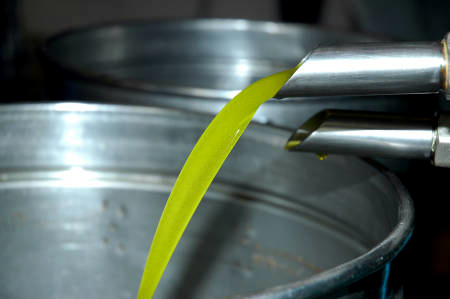
Dầu ô liu Hy Lạp

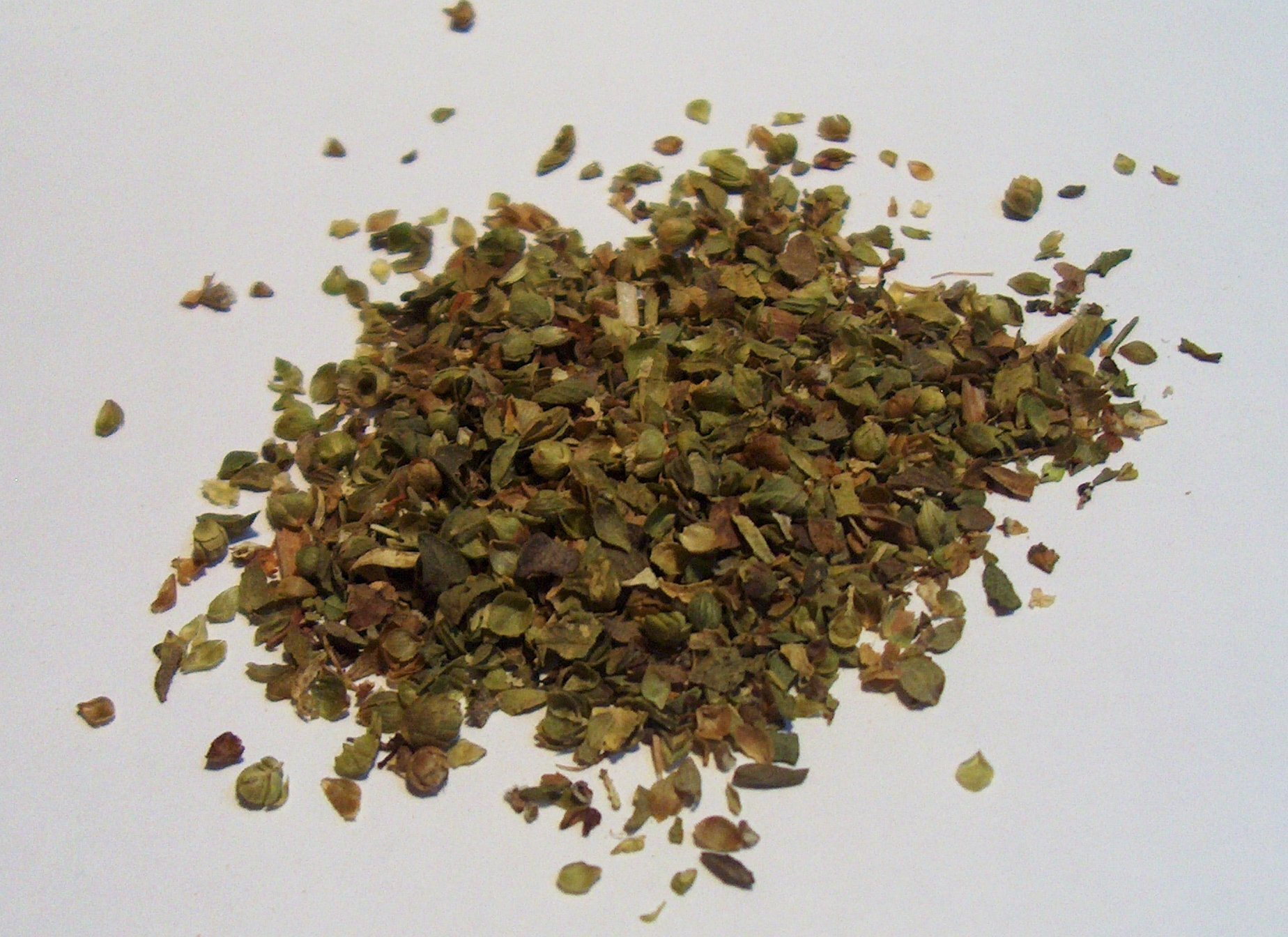
Origanum vulgare khô để nấu ăn

Nguyên liệu đặc trưng và cổ nhất của Hy Lạp là dầu ô liu, nó được sử dụng trong hầu hết các món ăn. Nó được sản xuất từ cây ô liu mọc ở khắp vùng, và góp phần vào hương vị đặc trưng của đồ ăn Hy Lạp. Loại ngũ cốc cơ bản của Hy Lạp là lúa mì, mặc dù người ta trồng cả đại mạch. Các loại rau quan trọng bao gồm cà chua, cà tím, khoai tây, quả đậu non, đậu bắp, ớt xanh, và hành tây. Mật ong ở Hy Lạp chủ yếu là mật ong từ mật và chi Cam chanh: chanh, cam, cây cam đắng, mật ong cỏ xạ hương và mật ong thông. Nhũ hương được trồng ở đảo Chios.
Ẩm thực khác sử dụng nhiều hương vị hơn các loại ẩm thực Địa Trung Hải khác, bao gồm: oregano, bạc hà, tỏi, hành tây, thì là và lá nguyệt quế. Các loại rau thơm và gia vị phổ biến khác bao gồm húng, cỏ xạ hương và hạt tiểu hồi hương. Mùi tây cũng được sử dụng để trang trí một số món ăn. Có nhiều công thức nấu ăn của Hy Lạp, đặc biệt ở vùng phía bắc, sử dụng các gia vị "ngọt" để kết hợp với thịt, ví dụ như quế, đinh hương trong các món hầm.

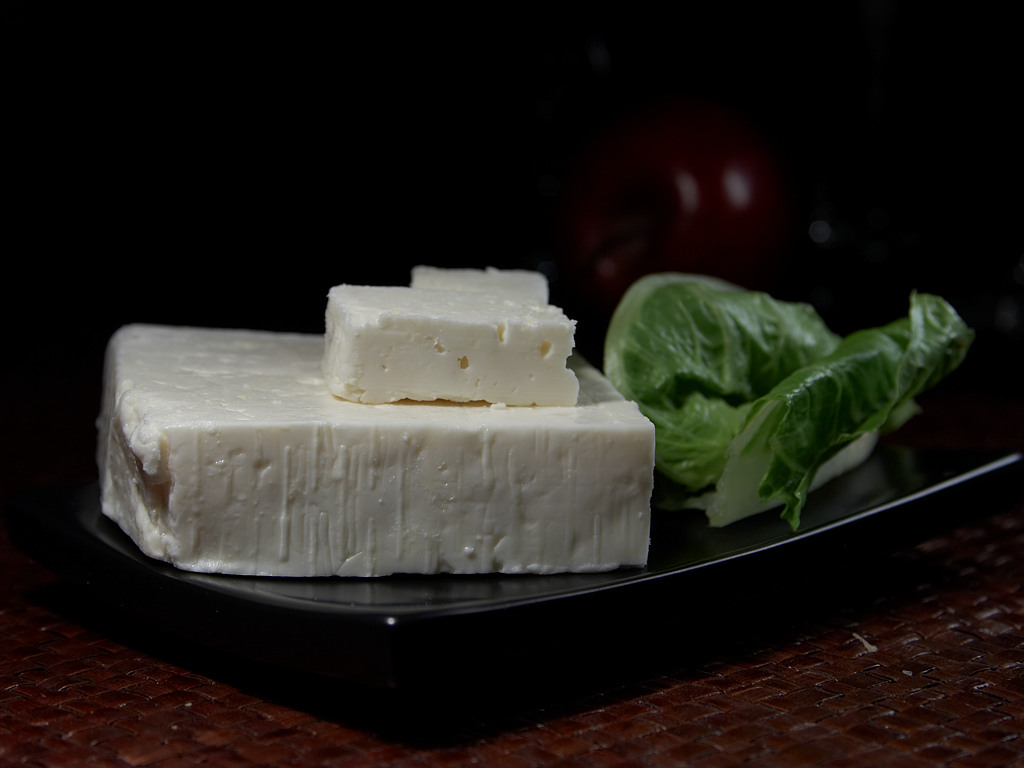
Pho mát Feta

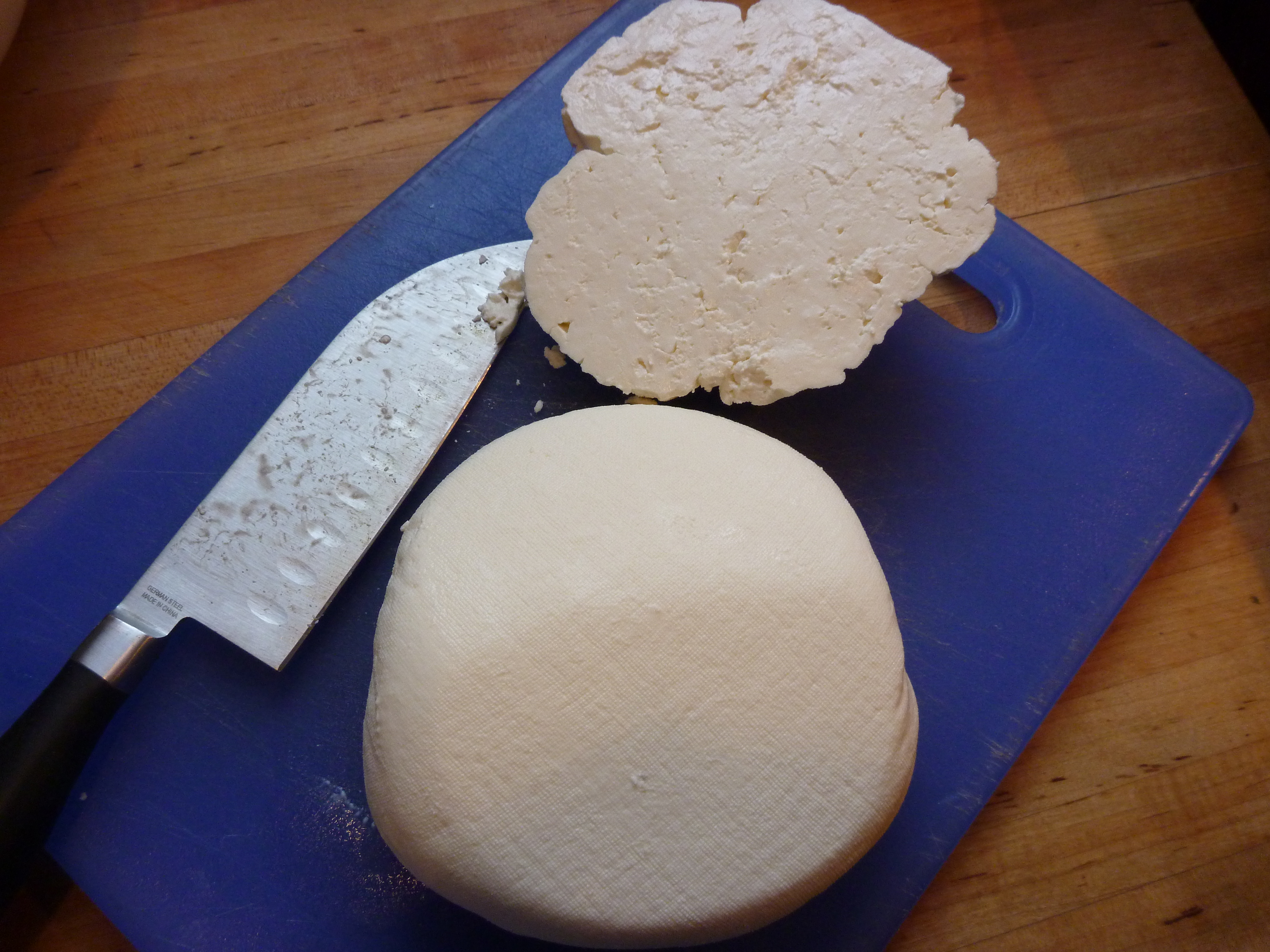
Mizithra

Khí hậu và địa hình tạo thuận lợi để chăn nuôi dê và cừu hơn là gia súc, và vì thế các món từ thịt bò không phổ biến. Các món cá phổ biến ở vùng ven biển và trên các hòn đảo. Có rất nhiều loại pho mát được sử dụng trong ẩm thực Hy Lạp, bao gồm Feta, Kasseri, Kefalotyri, Graviera, Anthotyros, Manouri, Metsovone, Ladotyri (pho mát với dầu ô liu), Kalathaki (đặc sản của đảo Limnos), Katiki-Tsalafouti (pho mát dạng kem, có thể dùng để phết) và Mizithra.
Đồ ăn có tinh xảo được coi là trái ngược với tinh thần của ẩm thực Hy Lạp, mặc dùng gần đây xu hướng nấu nướng ở Hy Lạp phần nào đánh giá cao các phương pháp tinh xảo.
Ăn tối ở ngoài phô biến ở Hy Lạp. Taverna và Estiatorio có mặt ở nhiều nơi, phục vụ đồ nấu tại nhà với giá phải chăng cho cả dân địa phương và du khách. Gần đây, đồ ăn nhanh trở nên phổ biến hơn, với các chuỗi nhà hàng địa phương như Goody's đang nổi lên, mặc dù hầu hết McDonald's đã đóng cửa. Dân địa phương phần lớn vẫn ăn ẩm thực Hy Lạp. Ngoài ra, có một số đồ ăn Hy Lạp truyền thống, đặc biệt là souvlaki, gyro, pita như là tyropita và spanakopita (bánh pho mát và bánh rau chân vịt) thường được phục vụ theo kiểu đồ ăn nhanh.

## Nguồn gốc

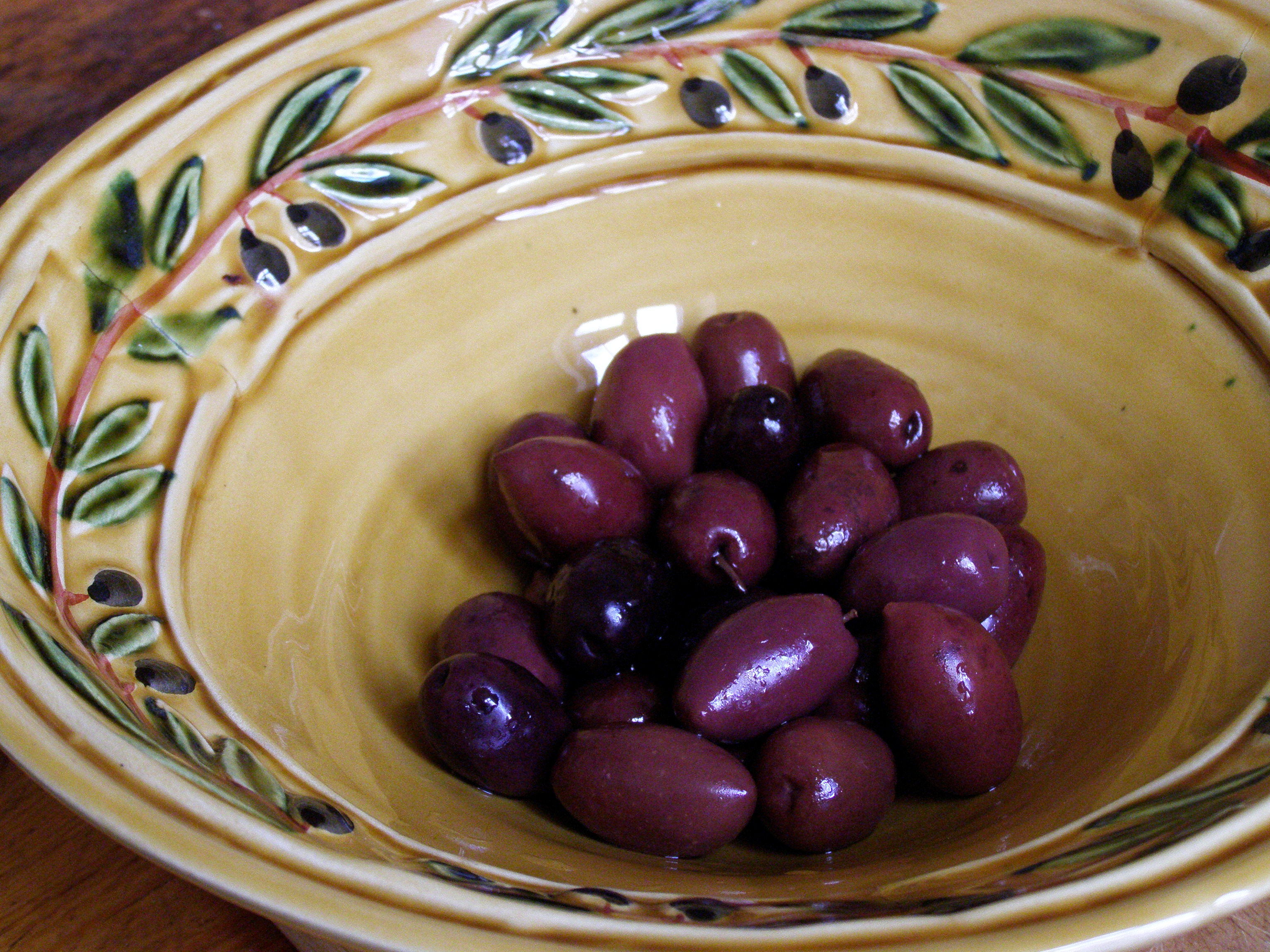
Ô liu Kalamata
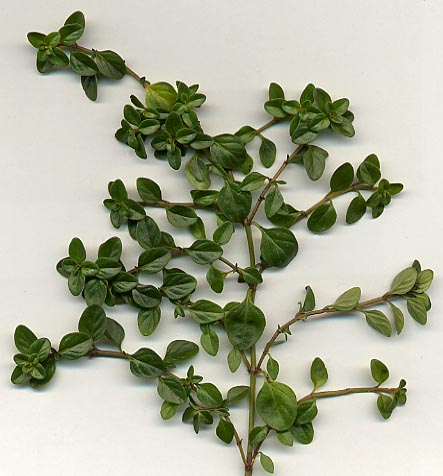
Cỏ xạ hương, một trong những loại rau thơm truyền thống nhất của Hy Lạp, đã được nhắc tới trong Odyssey

### Bánh mì

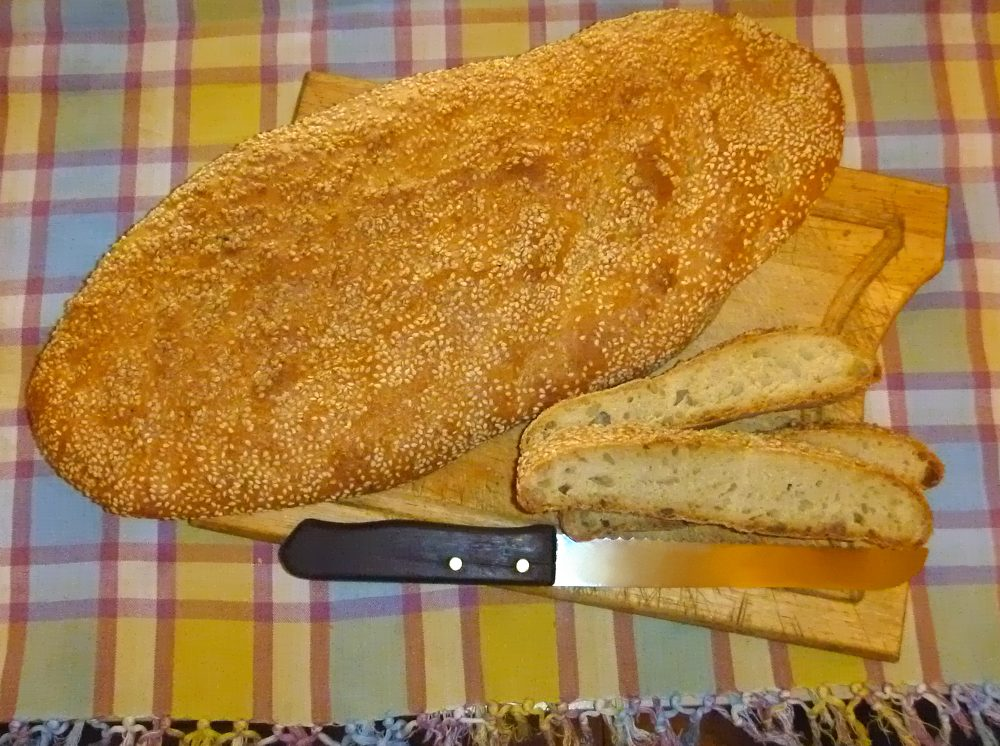
Lagana, một loại bánh mì

### Món khai vị và salad

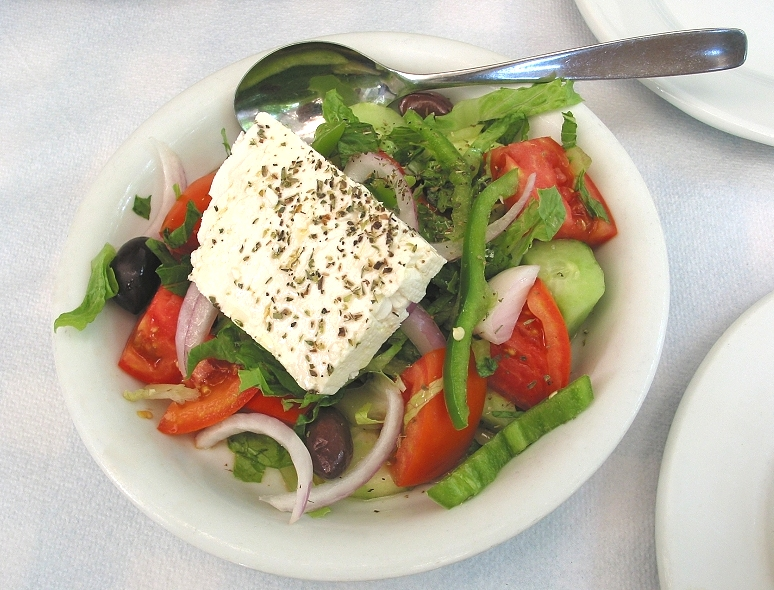
Salad Hy Lạp cơ bản
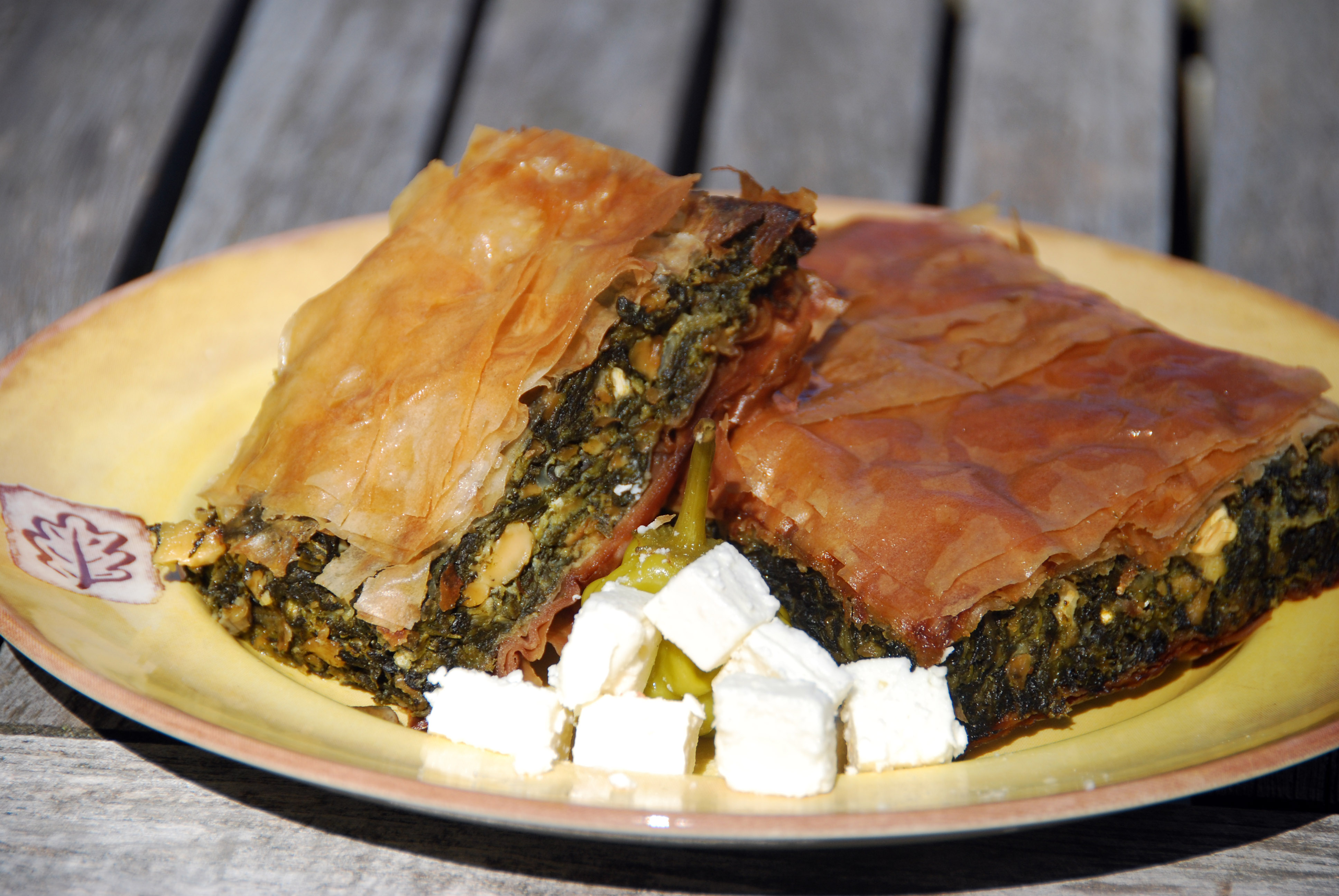
Spanakopita với feta viên
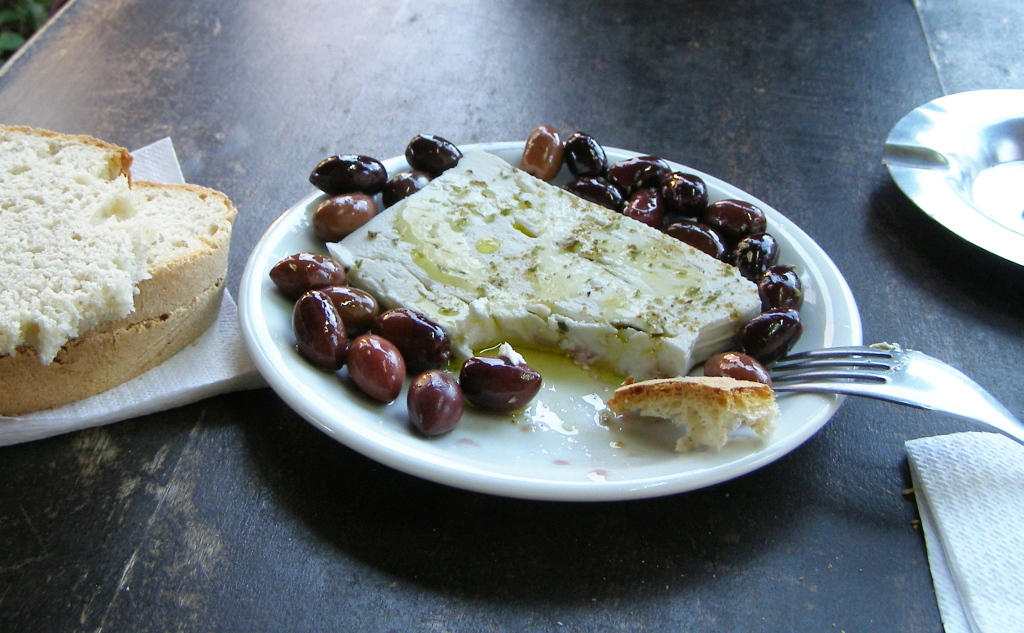
Meze đơn giản từ pho mát feta và ô liu: hương vị đặc trưng của Hy Lạp
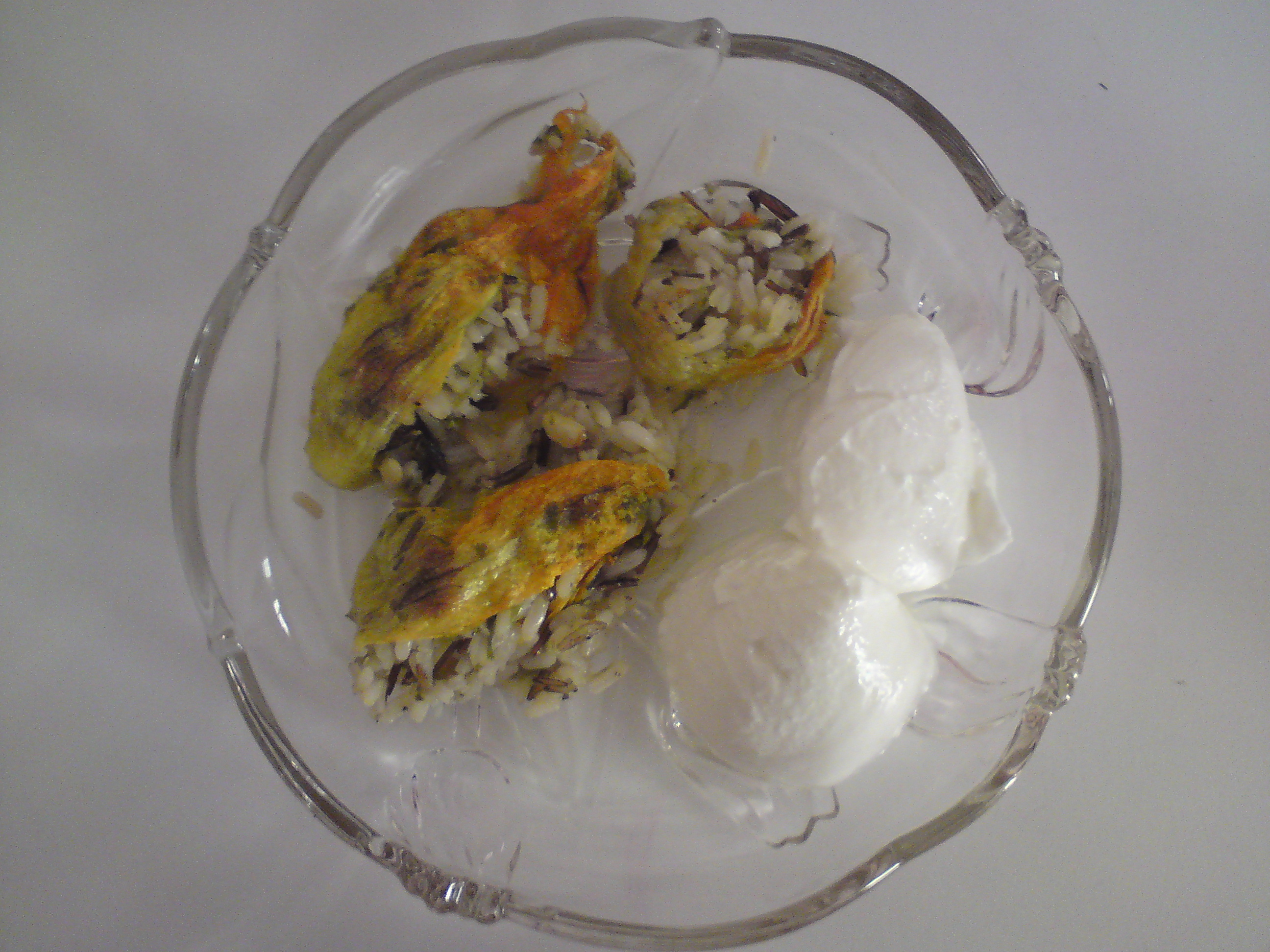
Kolokythoanthoi thường được phục vụ cùng với sữa chua.
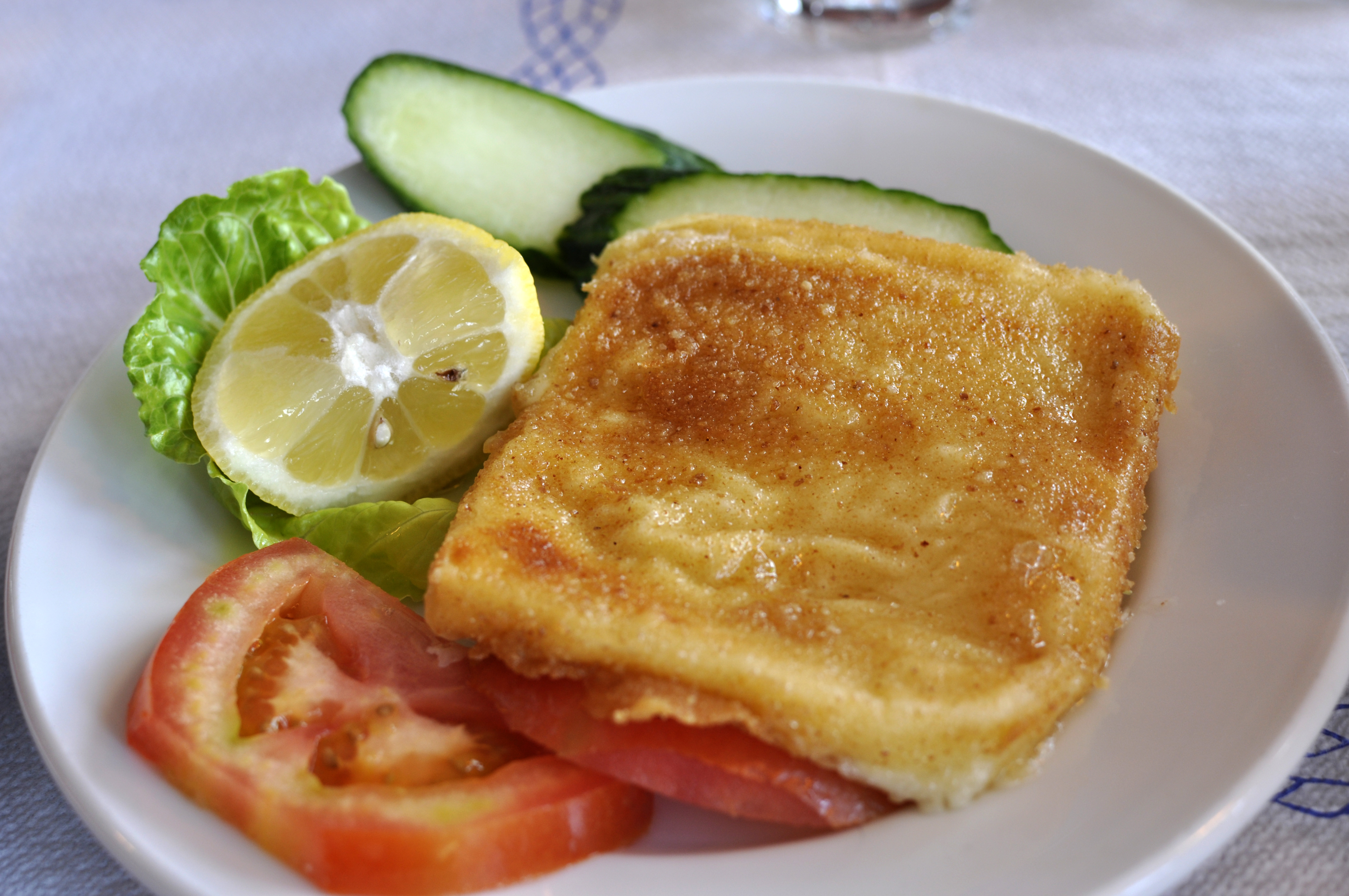
Saganaki
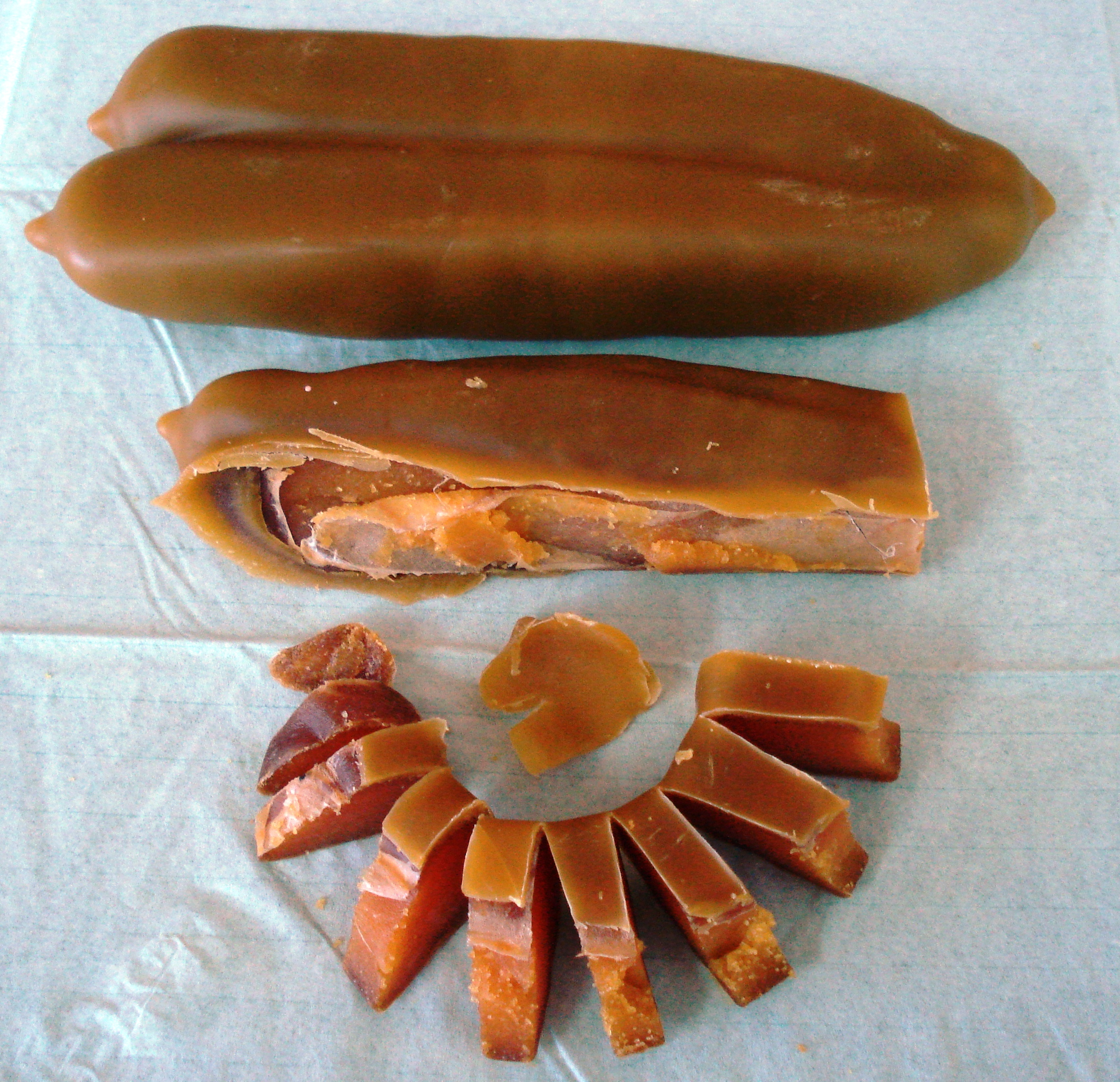
Botargo (Avgotaraho)

### Súp

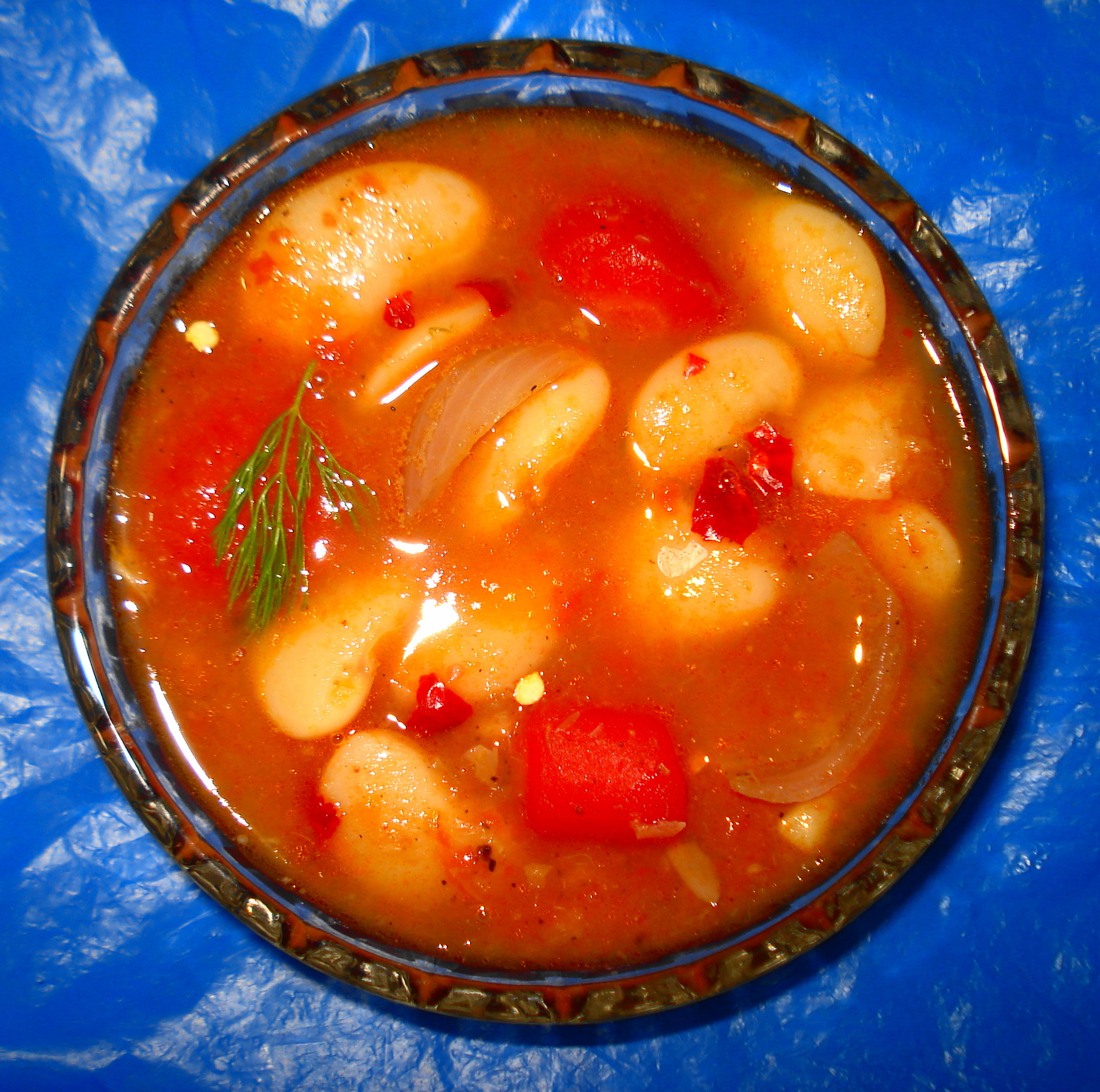
Fasolada

### Món chính chay

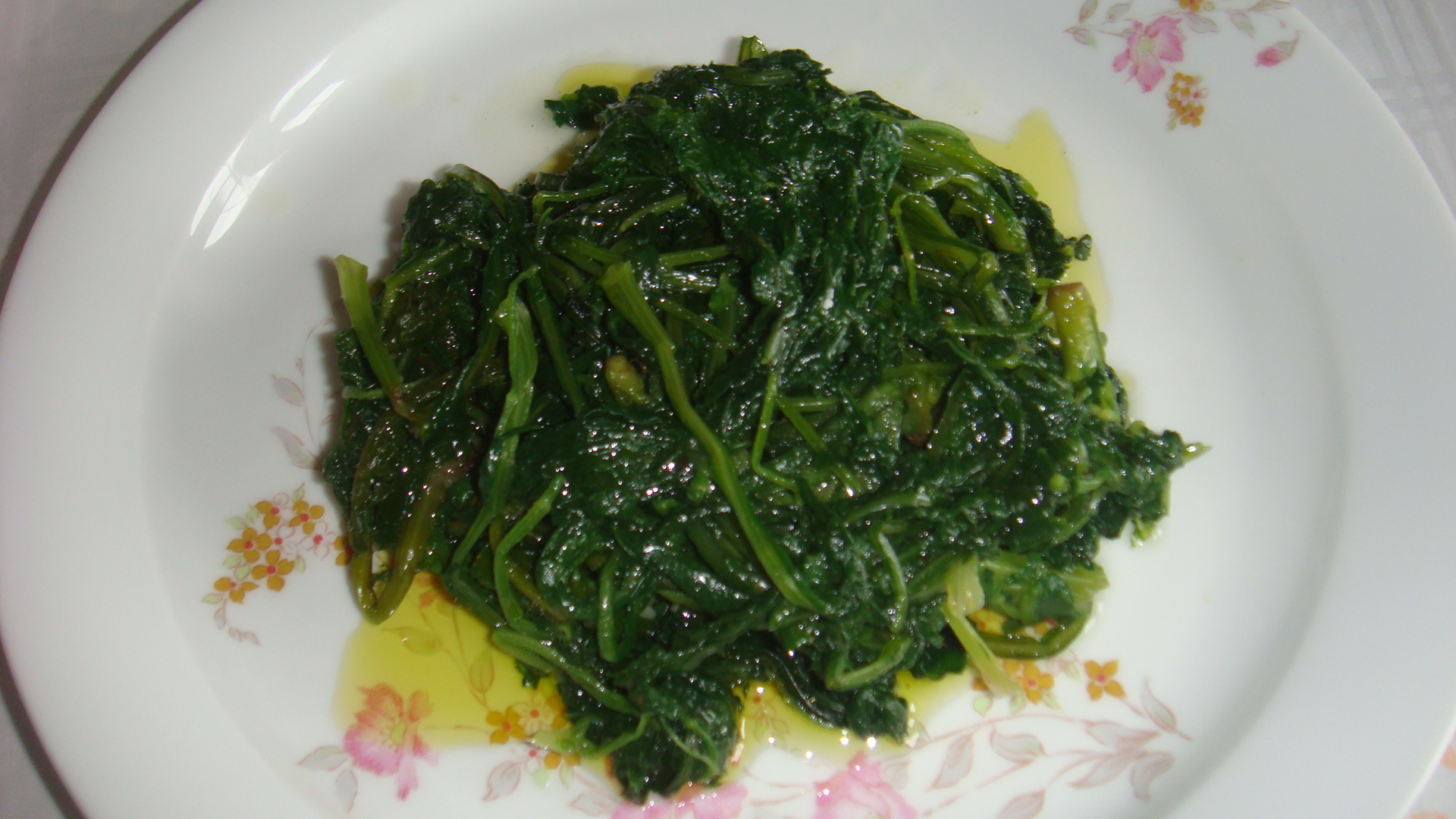
Rau dại luộc

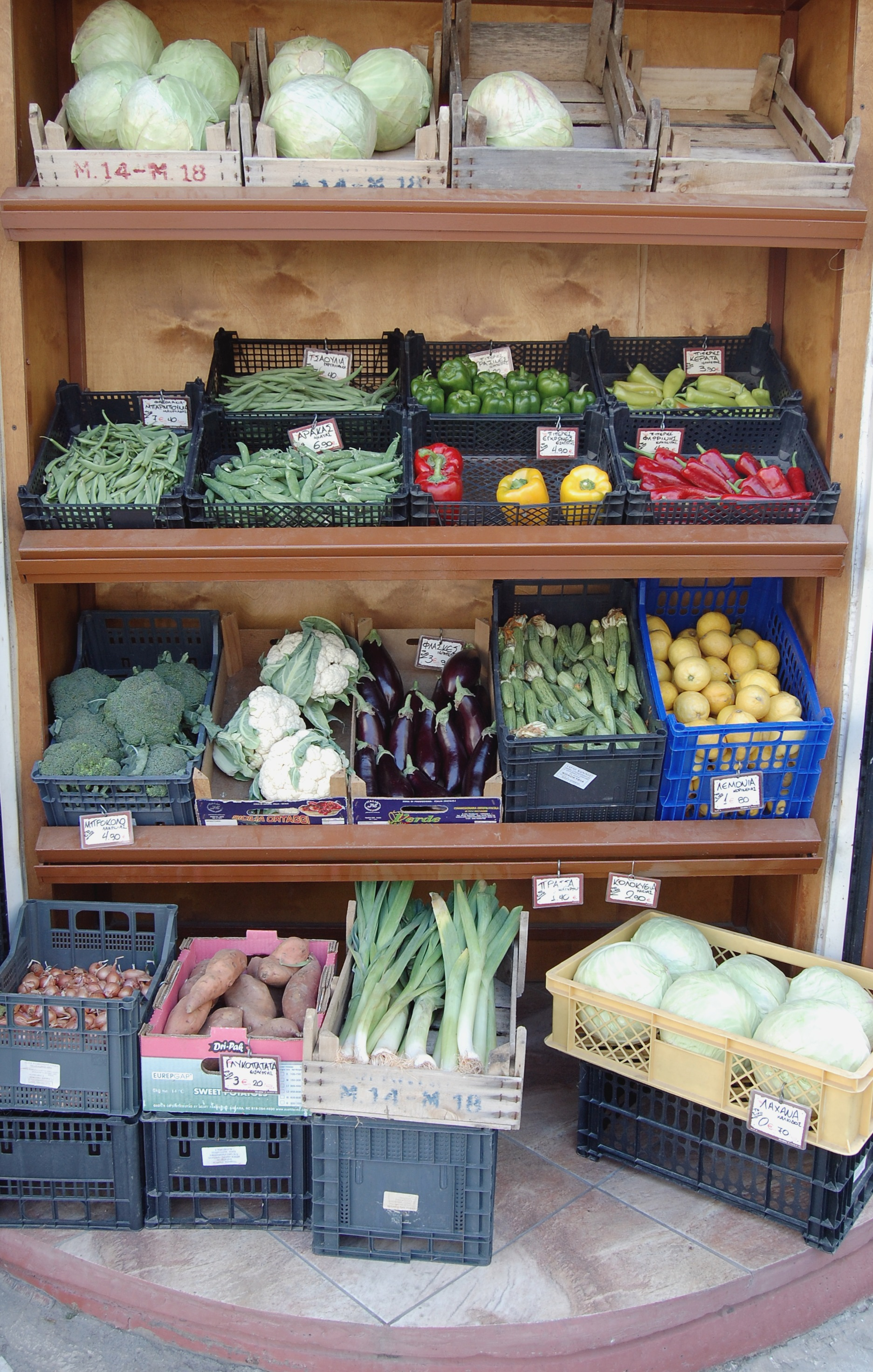
Chợ rau truyền thống

### Món thịt và cá

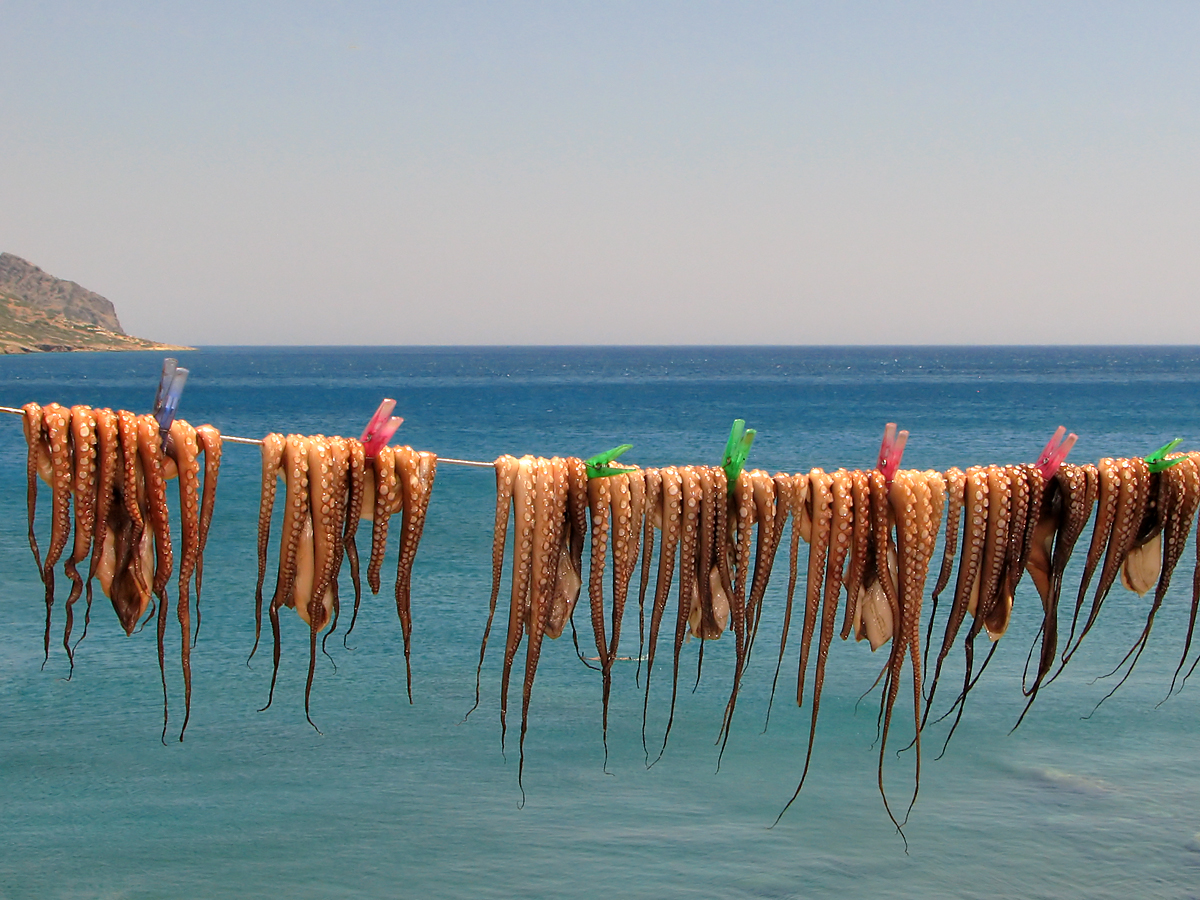
Bạch tuộc thường được phơi khô trước khi nướng.
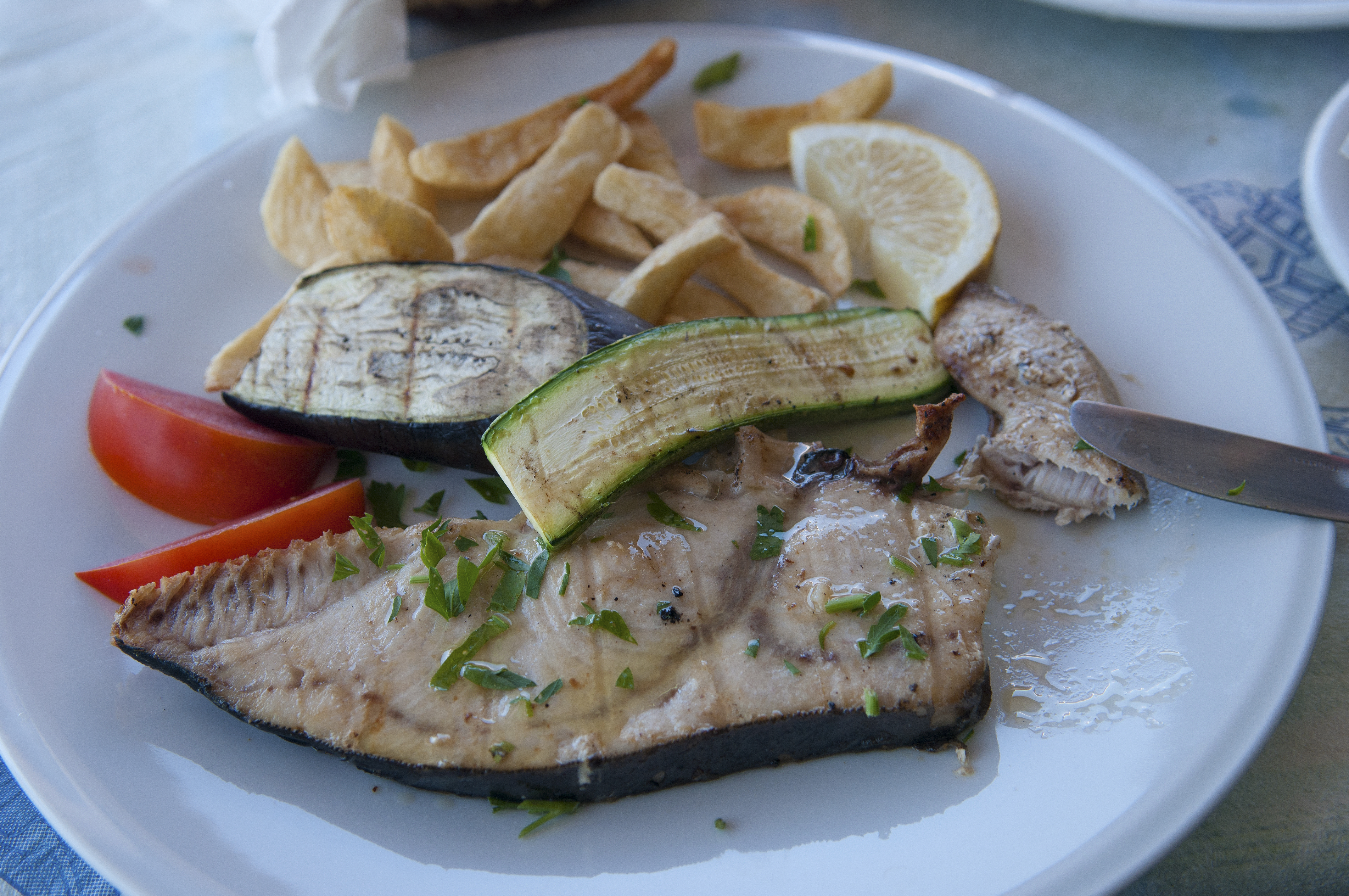
Một món từ cá kiếm
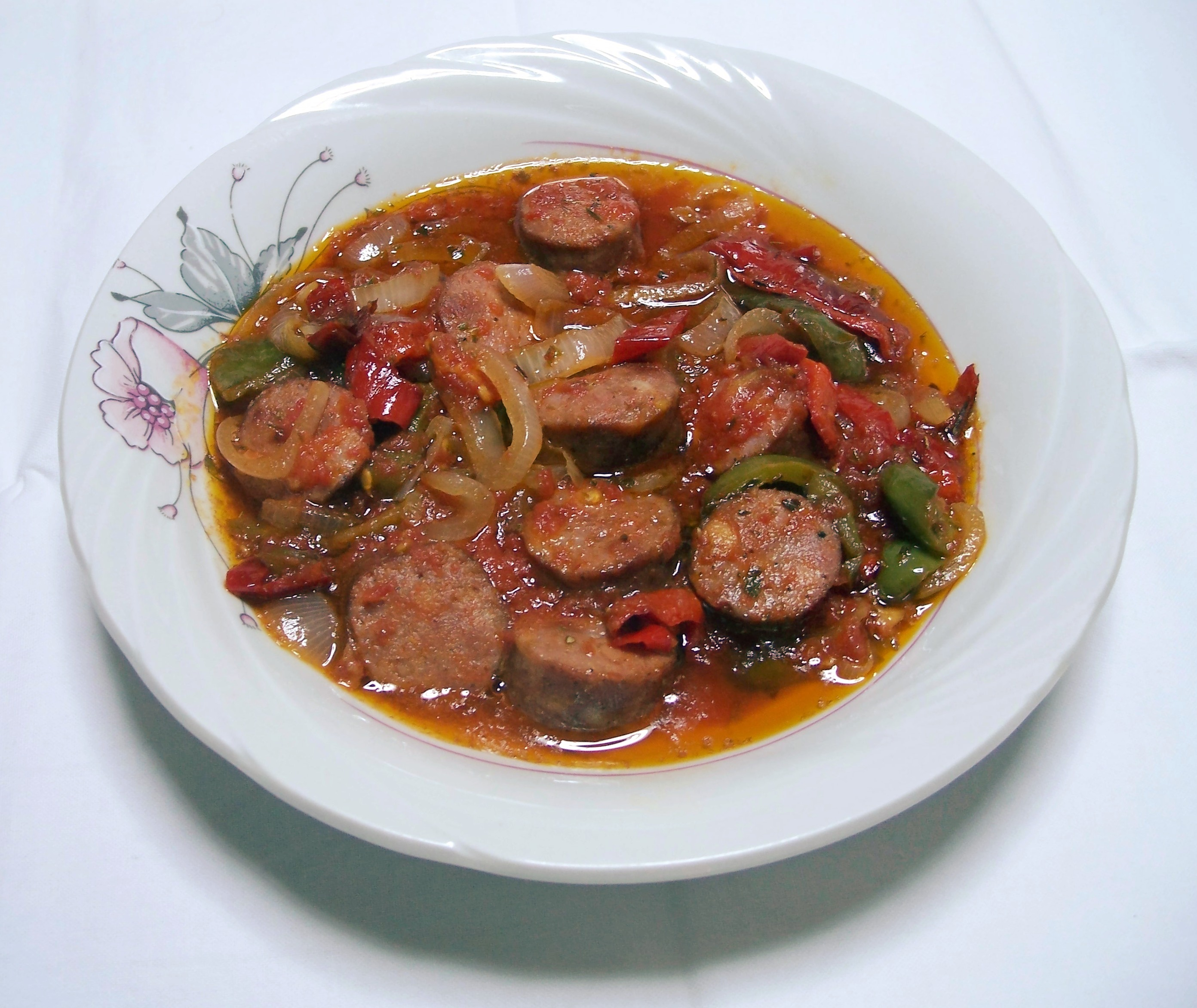
Spetsofai
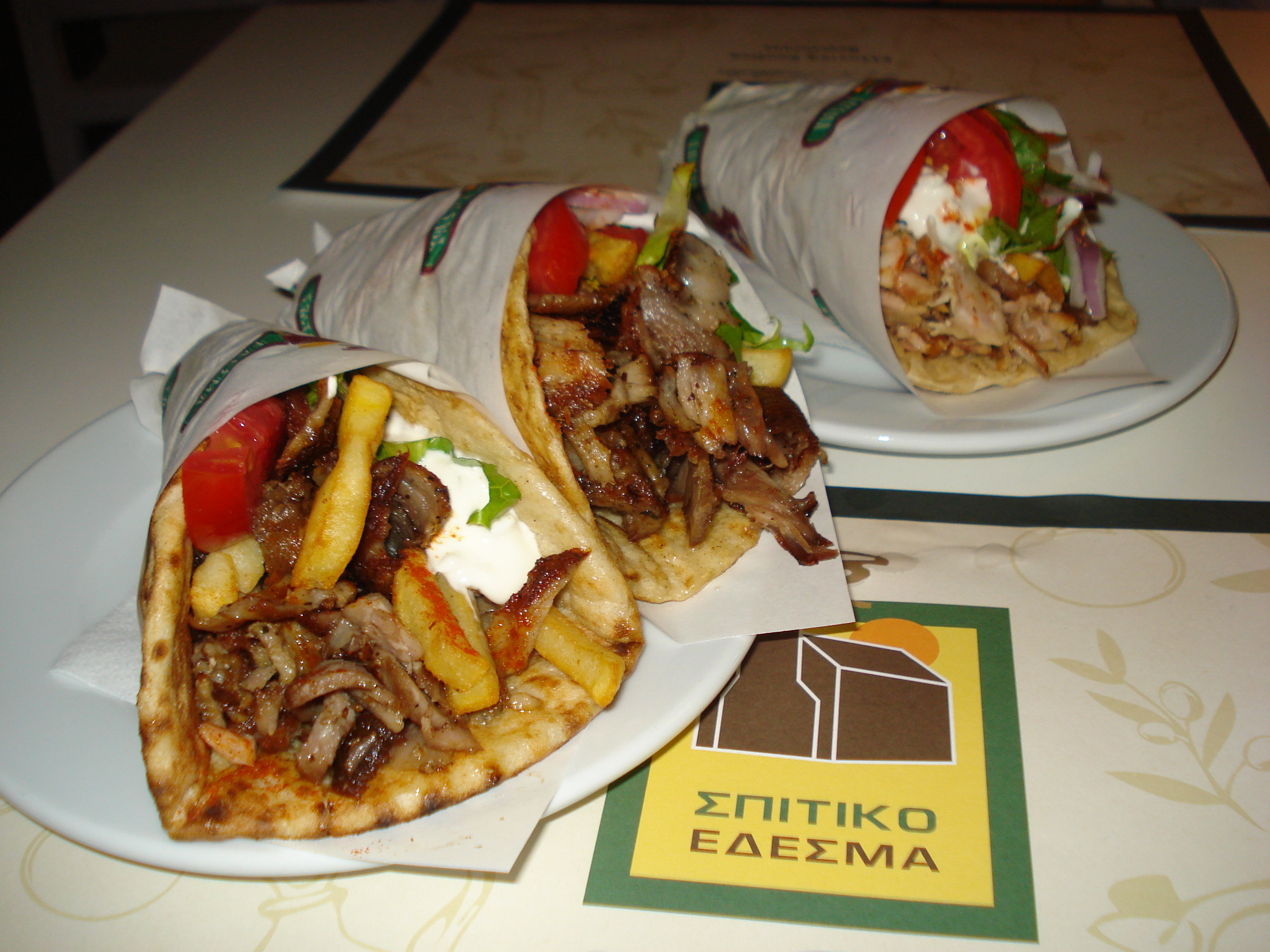
Pita với gyro
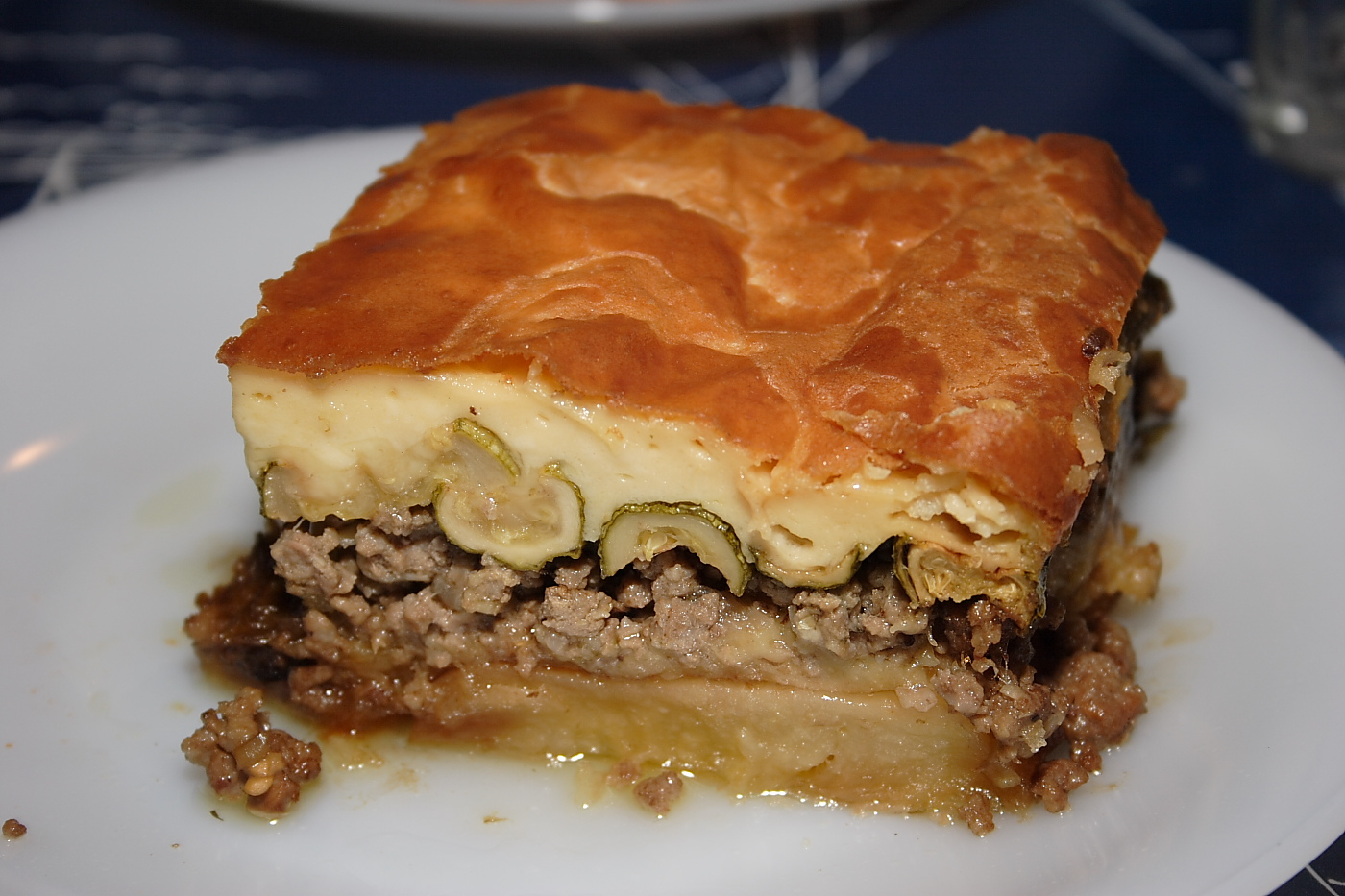
Moussaka
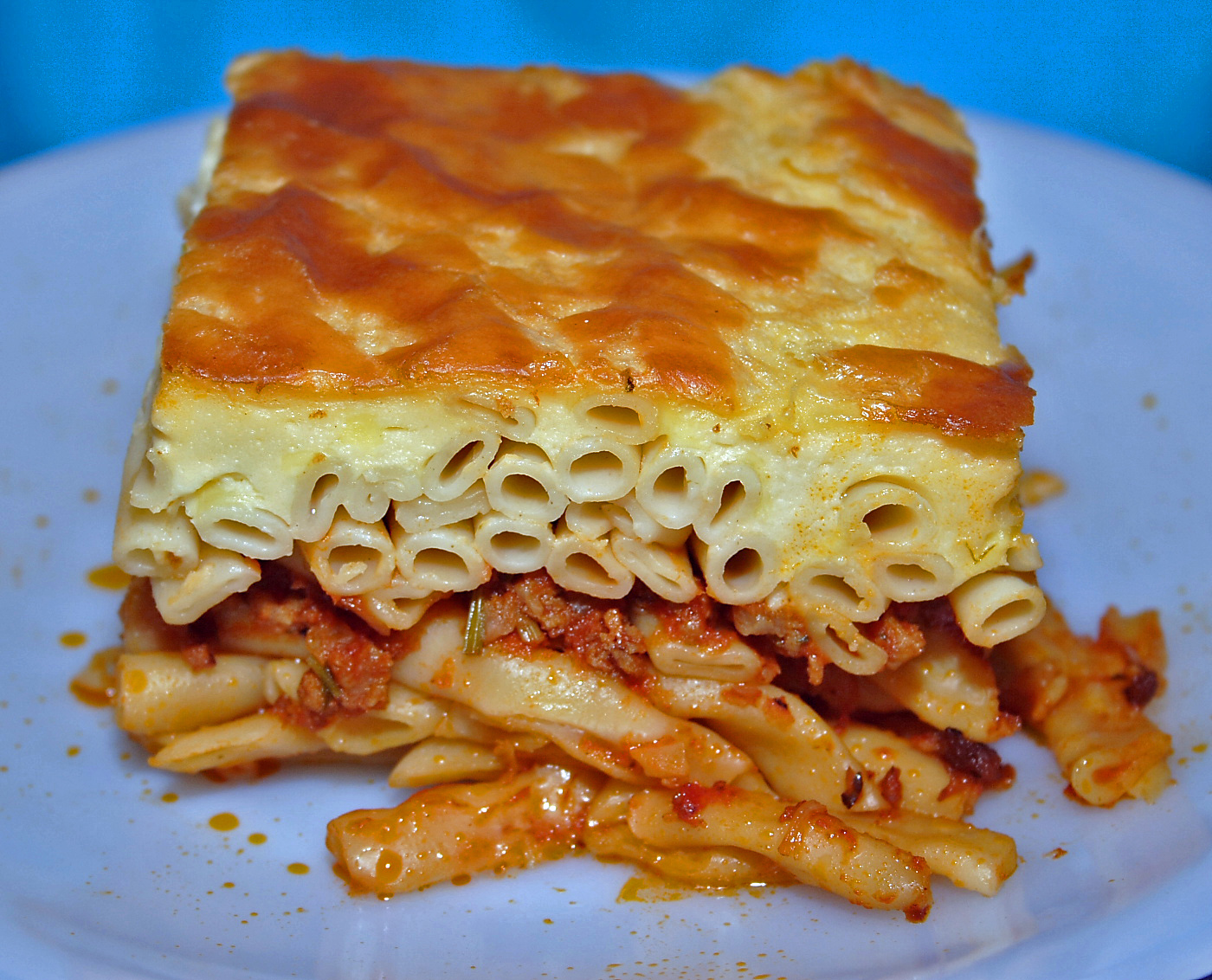
Pastitsio, một ví dụ của ảnh hưởng từ Ý (ẩm thực Veneto)

### Tráng miệng và đồ ngọt

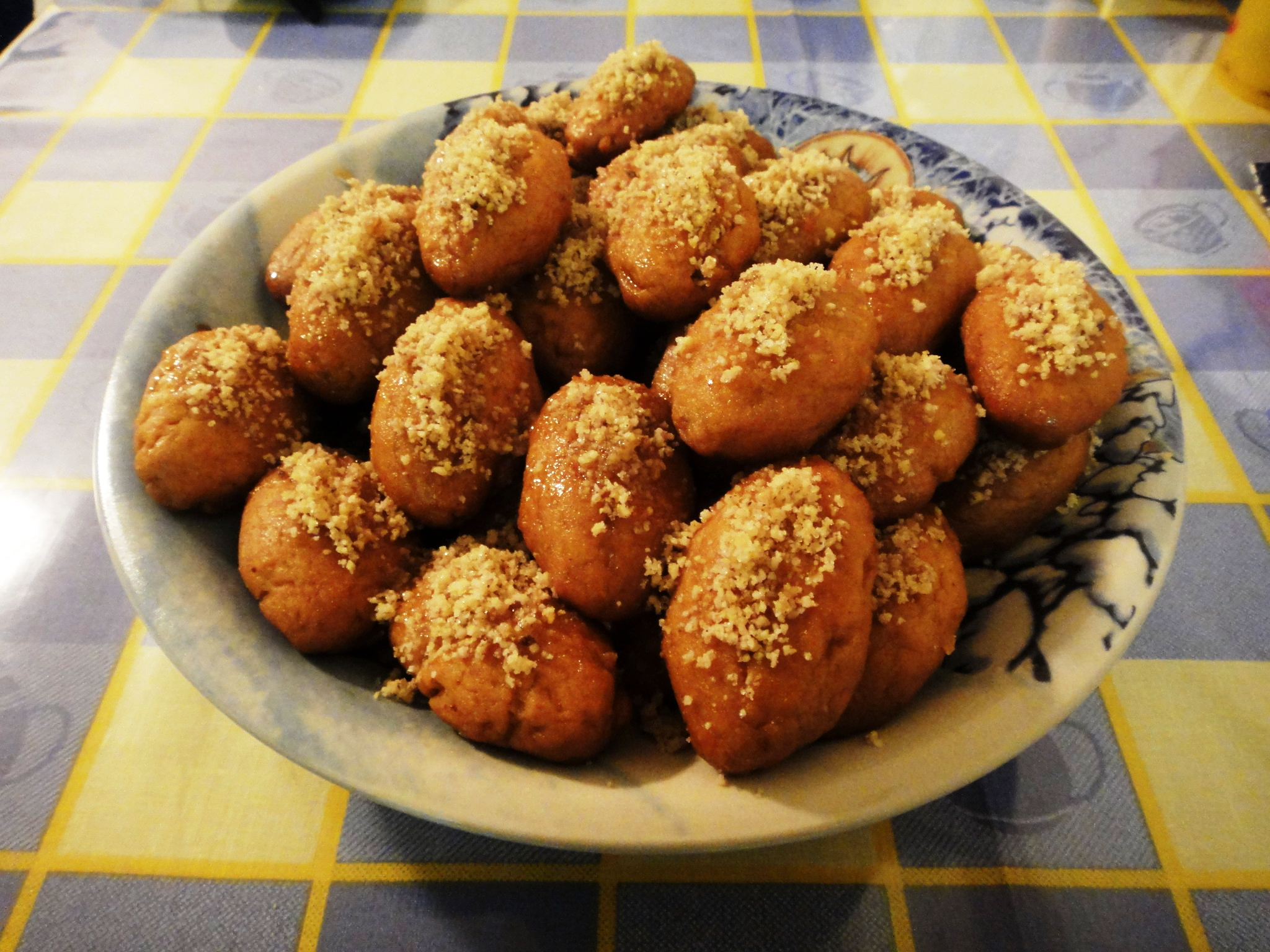
Melomakarona

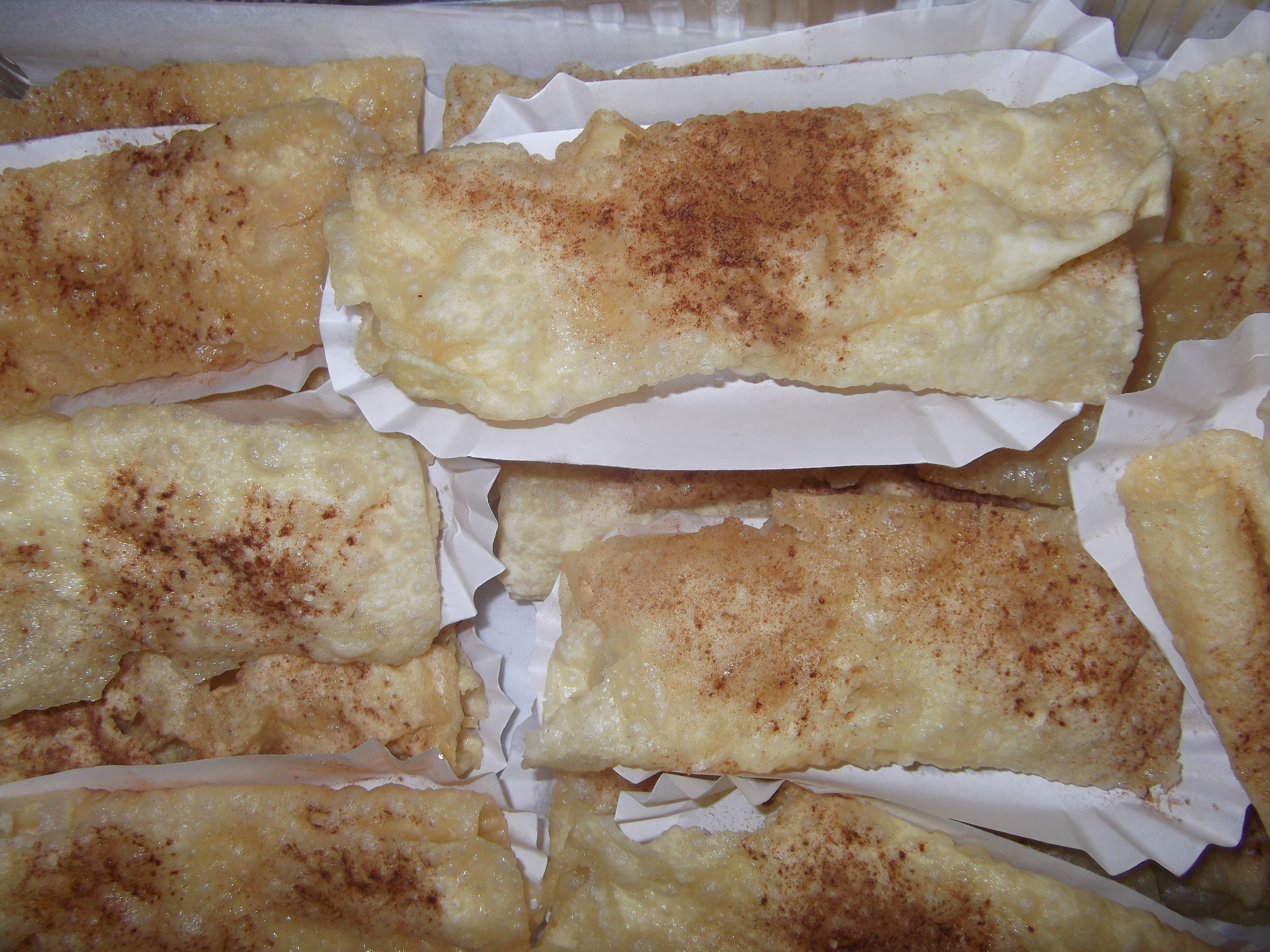
Diple được làm trong khuôn sắt và nấu trong dầu

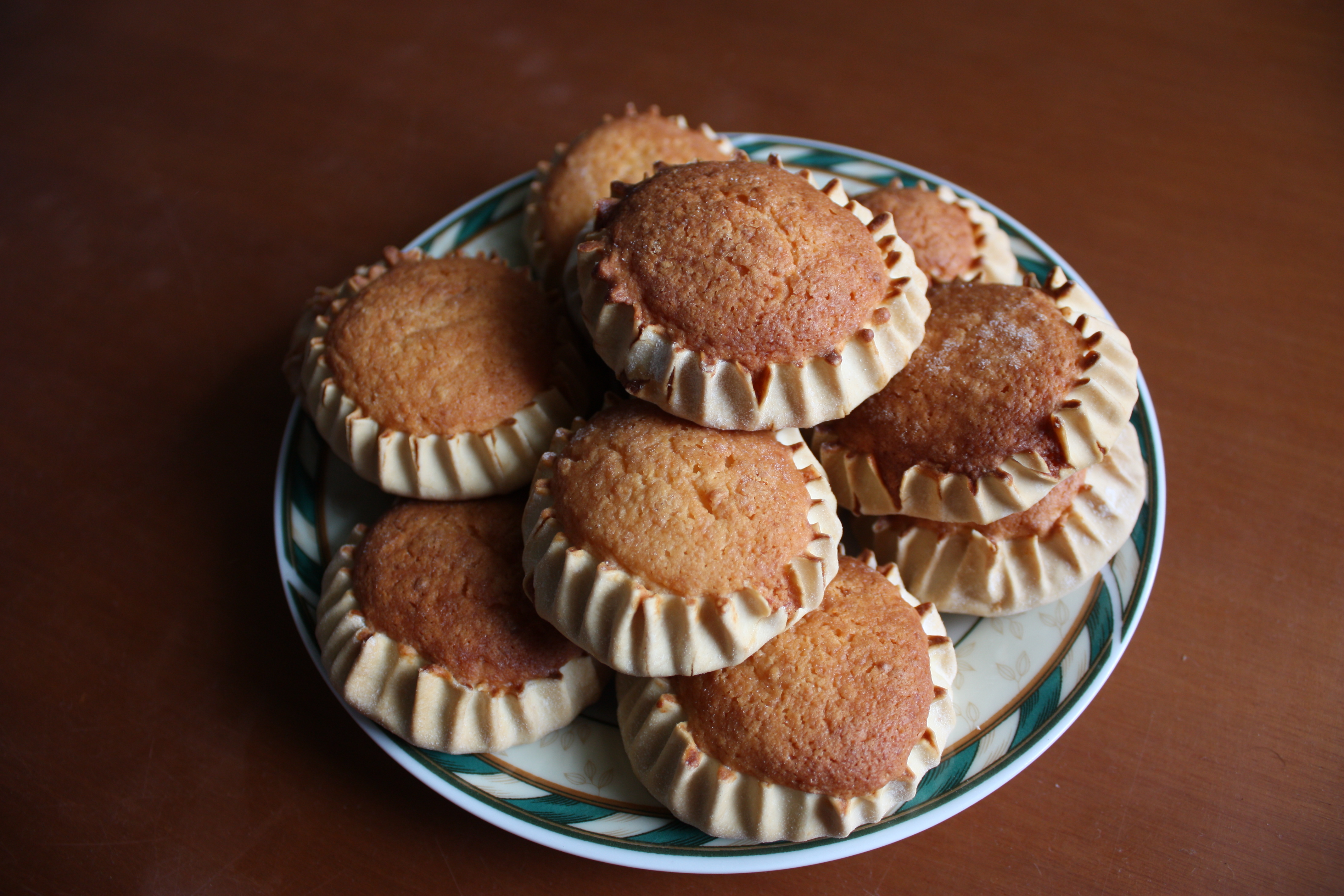
Bánh quy Melitinia

#### Cà phê

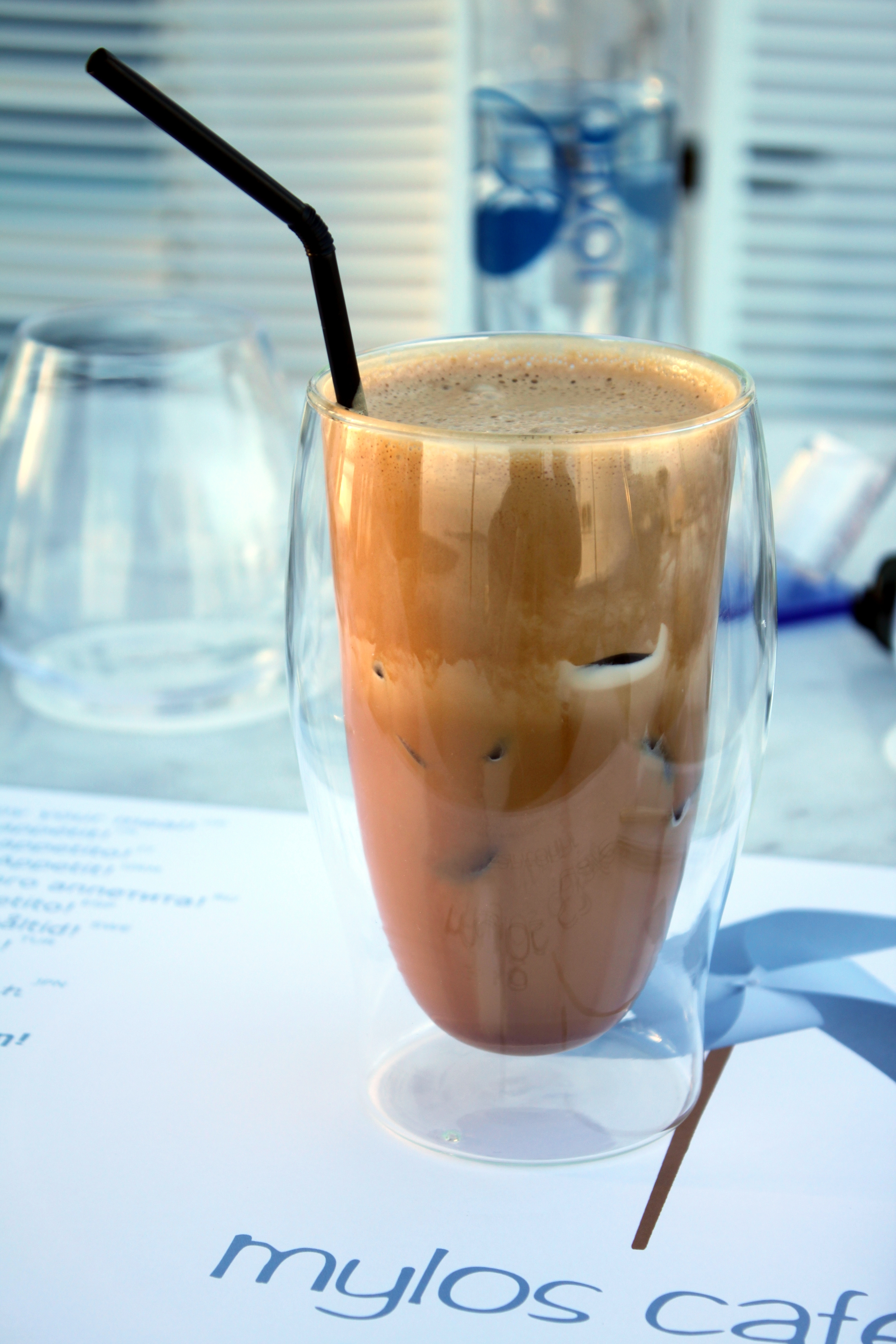
cà phê Frappé

#### Rượu vang

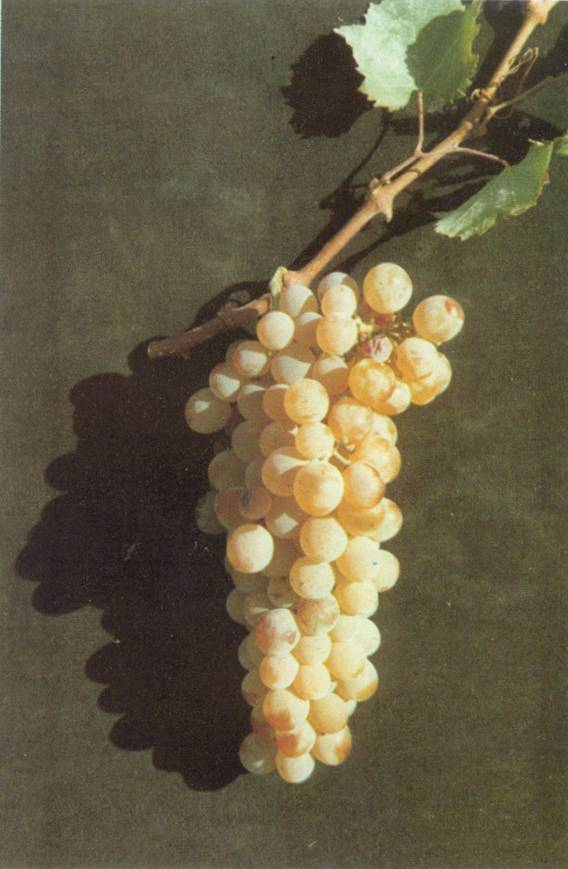
Nho Assyrtiko
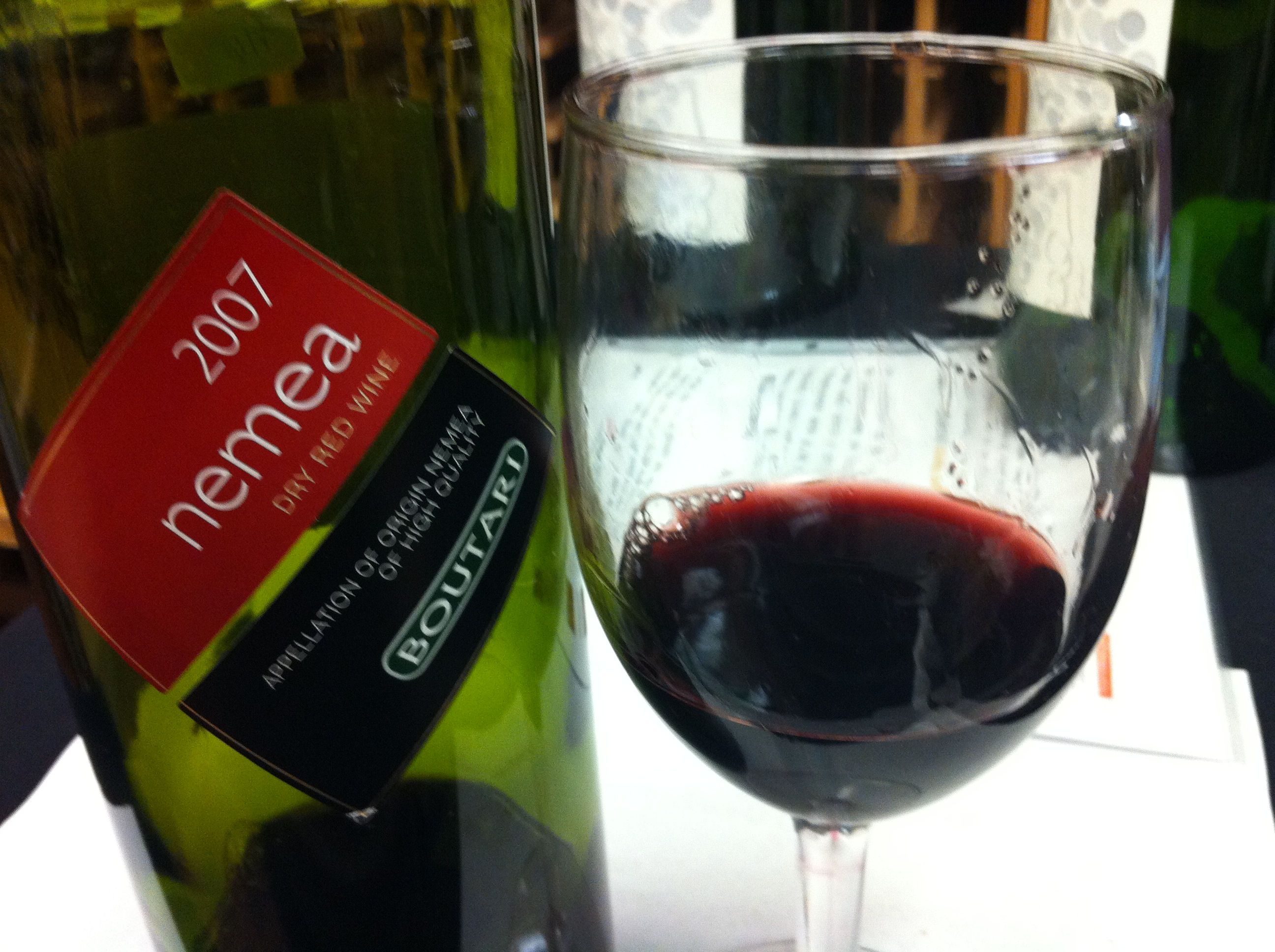
Một loại vang Nemea hoàn toàn làm từ Agiorgitiko

#### Bia

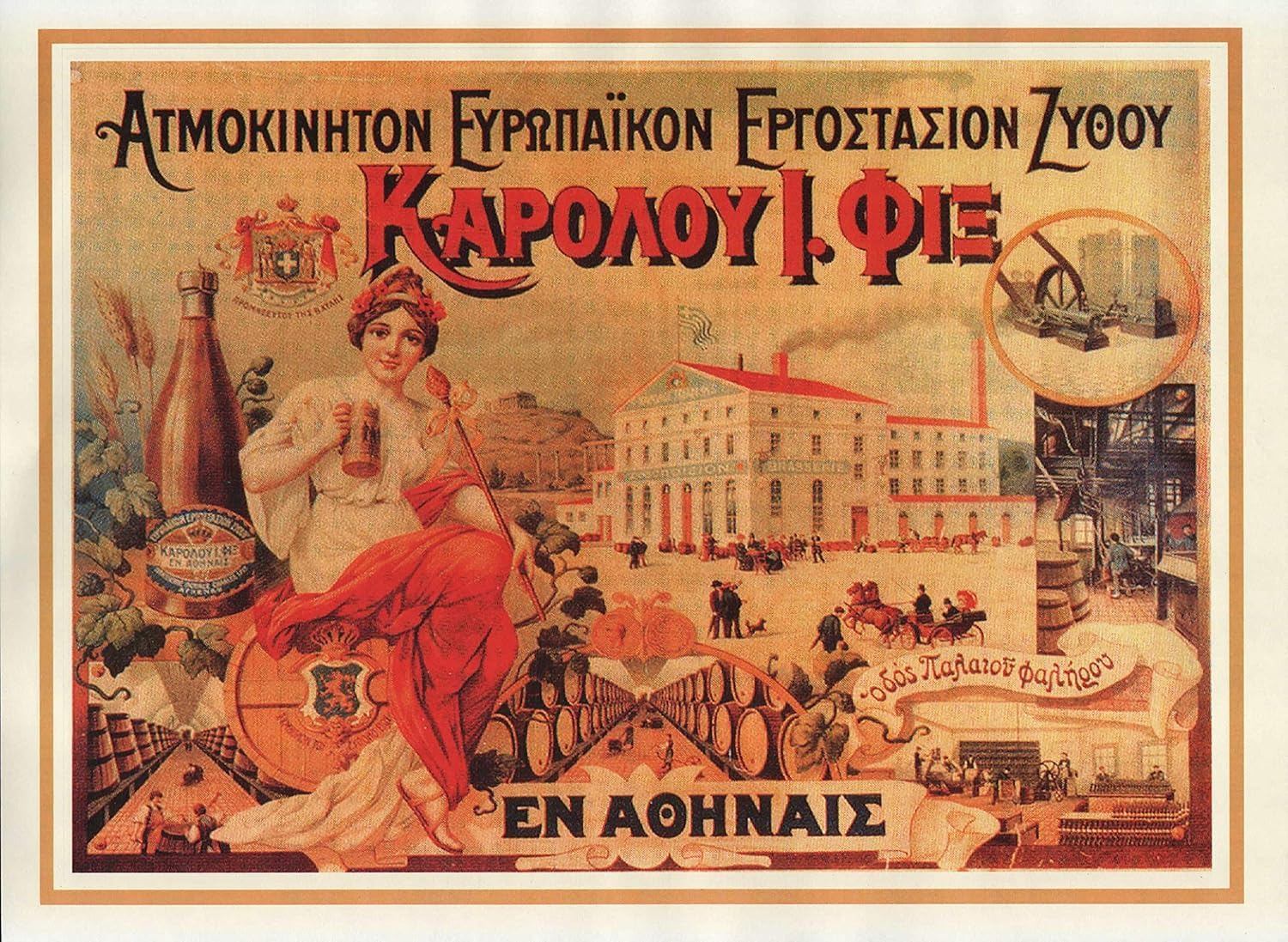
Quảng cáo bia Fix, cuối thế kỷ 19